# Margaret Atwoodová
Margaret Eleanor Atwoodová, OC, O.Ont, FRSC (* 18. listopadu 1939 Ottawa, Ontario) je kanadská spisovatelka, básnířka, literární kritička, a feministická a sociální aktivistka. Je jednou z nejvíce ceněných autorek beletrie současné doby; za její literární dílo se jí dostalo mezinárodního uznání. Mezi lety 1984 až 1986 byla prezidentkou PEN klubu.

## Mládí
Margaret Atwoodová se narodila 18. listopadu 1939 v kanadském hlavním městě Ottawě jako druhá ze tří dětí Margarety Dorothy (rozené Killam), bývalé odbornice na výživu, a Carla Edmunda Atwooda, entomologa. Díky otcovu povolání strávila Atwoodová velkou část svého dětství v divočině severního Québecu, ale také v Ottawě, Sault Ste. Marie a Torontu. Až do svých 11 let nenavštěvovala denní školu. Stala se vášnivou čtenářkou beletrie, kapesních knih nakladatelství Dell, pohádek bratří Grimmů, kanadských příběhů o zvířatech a komiksů. V roce 1957 odmaturovala na střední škole v Leaside v Torontu.
Atwoodová začala psát již ve svých šesti letech. Od šestnácti let toužila věnovat se psaní profesionálně. Po ukončení střední školy roku 1957 proto začala studovat na Victoria University na University of Toronto. Jejími učiteli byli mimo jiné i Jay Macpherson a Northrop Frye. V roce 1961 ukončila svoje studium s bakalářským titulem z anglického jazyka (její hlavní předmět), z filozofie a francouzštiny.
V roce 1961 poté, co získala vyznamenání E.J. Pratta za svou soukromě vydanou básnickou sbírku Double Persephone, začala studovat na harvardské Radcliffe College za podpory nadace Woodrowa Willsona. Následující rok zde Atwoodová získala magisterský titul a pokračovala dvouletým doktorandským studiem na Harvardově univerzitě, ale nedokončila jej, protože nedopsala svou dizertační práci s názvem The English Metaphysical Romance („Anglická metafyzická romance“). Poté učila na University of British Columbia (1965), na Sir George Williams University (dnešní Concordia University) v Montrealu (1967-68), na University of Alberta (1969-79), na York University v Torontu (1971-72) a na New York University.

## Kritika jejího díla a vlivy
Britský týdeník The Economist ji nazval „kovářkou jiskřících slov“ a „odbornou literární kritičkou“, ale také kritizoval za to, že logika v knize Payback: Debt and the Shadow Side of Wealth není na stejné úrovni jako ta v její próze. Ta začíná pojednáním o pojetí dluhu a jeho spřízněnosti se spravedlností. Atwoodová tvrdí, že toto pojetí je zakořeněné hluboko v lidské psychice a je patrné již u starodávných národů, které propojovaly svá pojetí dluhu s představami o spravedlnosti. Ta byla typicky znázorněna ženským božstvem. Atwoodová se domnívá, že s rozkvětem starověkého Řecka a se zavedením soudnického systému, jak je detailně popsáno v Aischylově Oresteie, bylo toto božstvo nahrazeno důkladnějším pojetím dluhu.
Mezi lety 1984–1986 byla prezidentkou mezinárodního PEN klubu. V letech 2000 a 2008 byla hostem Pražského festivalu spisovatelů.
V roce 2003 produkční společnost Shaftesbury Films zfilmovala 6 povídek Atwoodové s názvem The Atwood Stories (Příběhy Atwoodové).

## Atwoodová a science fiction
Za román Příběh služebnice („The Handmaid's Tale“) získala vůbec první cenu Arthur C. Clarke Award za nejlepší vědeckofantastický (science fiction) román publikovaný předchozí rok, tj. 1987, ve Spojeném království. Tato kniha byla také nominována na 2 ceny za science fiction: v roce 1986 na Cenu Nebula a o rok později na cenu Prometheus Award.
Atwoodovou nejprve urazil návrh, že by měly být její romány Příběh služebnice nebo Přežívá nejsmutnější („Oryx and Crake“) nazývány vědeckofantastickými. Trvala na tom, že jde o romány spekulativní: „Ve vědeckofantastické literatuře jsou příšery a kosmické lodě. Spekulativní beletrie by se opravdu mohla stát,“ řekla Atwoodová britskému deníku The Guardian. Společnosti Book of the Month řekla: Přežívá nejsmutnější je spekulativním románem, ne science fiction. V knize nenajdete žádnou intergalaktickou kosmickou dopravu, ani teleportaci, ani marťany.“ A v ranních televizních zprávách BBC Breakfast vysvětlila, že ve vědeckofantastické literatuře, na rozdíl od její tvorby, vystupují „mluvící chobotnice ve vesmíru“. Tato fráze popudila stoupence science fiction a často je při diskuzích o díle Atwoodové citována.
V pozdějších letech však Atwoodová sama přiznala, že někdy píše science fiction a že romány Příběh služebnice a Přežívá nejsmutnější by mohly být považovány za díla vědeckofantastická. Objasnila, že ona vnímá rozdíl mezi spekulativní a vědeckofantastickou literaturou, ale že ostatní tyto pojmy používají zaměnitelně: „Pro mě je označení science fiction určené knihám, které mluví o věcech, které ještě neumíme... spekulativní beletrie pojednává o věcech, které již umíme, a její děj se odehrává na planetě Zemi.“ Řekla také, že příběhy science fiction dávají autorovi možnost prozkoumat různá témata takovým způsobem, jakým realistická beletrie nemůže.

## Atwoodová a kanadská identita
Příspěvky Atwoodové k teorii kanadské identity získaly pozornost veřejnosti jak v Kanadě, tak v zahraničí. Její ústřední dílo literární kritiky Přežití: tematický průvodce kanadskou literaturou („Survival: A Thematic Guide to Canadian Literature“) je sice považováno za překonané, ale stále je využíváno jako studijní materiál v kurzech zabývajících se kanadskou literaturou, a to nejen v Kanadě. V knize Přežití Atwoodová předpokládá, že se kanadská literatura, stejně jako kanadská identita, vyznačuje faktorem přežití; což je vyjádřeno všudypřítomnými „rolemi obětí“. Tyto role představují pomyslnou stupnici plachosti a seberealizace obětí ve vztazích „vítězové-oběti“. "Vítězem" mohou být například další lidé, příroda, divočina nebo jiné externí nebo interní faktory, které oběť deptají. V díle je patrný vliv teorie o „posádkové mentalitě“ (garrison mentality) Northropa Frye. Atwoodová využívá Fryův koncept jako nástroj kritiky. V nedávné době pak Atwoodová pokračovala ve svém výzkumu vlivu kanadských literárních témat na kanadskou identitu v přednáškách jako například „Strange Things: The Malevolent North in Canadian Literature“ (1995).
Kanadskou identitou a kulturou se Atwoodová nezabývá pouze v beletrii. Několik jejích knih, například The Journals of Susanna Moodie, Alias Grace, Slepý vrah („The Blind Assassin„) a Z hlubin („Surfacing“), představuje žánr, jenž postmoderní literární teoretička Linda Hutcheon nazvala „historiografickou metafikcí“. V takovýchto dílech Atwoodová explicitně zkoumá vztah historie, příběhů a vytváření historie.
Atwoodová považuje kanadskou literaturu za vyjádření kanadské identity, soudě podle jejích teorií rozvinutých v díle Přežití a v některých jejích dalších románech. Podle nich byla kanadská identita utvářena strachem z přírody, osadnickou historií a nespornou oddaností komunitě.

## Dílo

### Romány
- Žena k nakousnutí (The Edible Woman, 1969, česky 1998 v překladu Drahomíry Hlínkové, ISBN 80-85636-88-3)
- Z hlubin (Surfacing, 1972, česky 1998 v překladu Zuzany Mayerové, ISBN 80-7203-065-5)
- Pýthie (Lady Oracle, 1976, česky 2009 v překladu Viktora Janiše, ISBN 978-80-204-1246-1)
- Muzeum zkamenělin (Life Before Man, 1979, česky 2002 v překladu Viktora Janiše, ISBN 80-207-1120-1)
- Ublížení na těle (Bodily Harm, 1981, česky 1989 v překladu Hany Žantovské, ISBN 80-207-0492-2)
- Příběh služebnice (The Handmaid's Tale, 1985, česky 2008 v překladu Veroniky Láskové, ISBN 978-80-7381-412-0)
- Kočičí oko (Cat's Eye, 1988, česky 2021, v překladu Kateřiny Klabanové)
- Loupení jehňátek (The Robber Bride, 1993, česky 1995 v překladu Drahomíry Hlínkové, ISBN 80-85636-23-9)
- Alias Grace (1996)
- Slepý vrah (The Blind Assassin, 2000, česky 2001 v překladu Soni Nové a Ondřeje Podušky, ISBN 80-7257-663-1)
- Přežívá nejsmutnější (Oryx and Crake, 2003, česky 2005 v překladu Jany Housarové, ISBN 80-204-1198-4)
- Penelopiáda (The Penelopiad, 2005, česky 2007, překlad Eva Klimentová, ISBN 978-80-7203-861-9)
- Kus temnoty (Hag-Seed, 2016, česky 2017, v překladu Kateřiny Klabanové, ISBN 978-80-7252-672-7)
- Svědectví (The Testaments, 2019, česky 2020, v překladu Kateřiny Klabanové, ISBN 978-80-257-3156-7)

### Básnické sbírky
- The Circle Game (1964)

### Povídkové soubory
- Dobré kosti (Good bones, 1992, česky 2005 v překladu Viktora Janiše a Miroslava Jindry, ISBN 80-7341-506-2)
- Stan (The Tent, 2006, česky 2006 v překladu Viktora Janiše a Miroslava Jindry, ISBN 80-7341-975-0)
- Modrovousovo vejce (Bluebeard's Egg, 1983, česky 2002 v překladu Martiny Kotrbové, ISBN 80-7207-467-9)
- Hra na vraha (Murder in the Dark, 1983, česky 2004 v překladu Viktora Janiše a Miroslava Jindry, ISBN 80-7341-413-9)